# Вело мисто
Вело мисто је југословенска телевизијска серија из 1980. године. Сценарио је написао Миљенко Смоје а режирао је Јоаким Марушић.

## Радња
Серија прати живот у Сплиту од 1910. до 1947. године, који се сматра незваничном историјом града, као и првих деценија градског фудбалског клуба Хајдук.

## Списак епизода
| Редни број | Назив епизоде        | Прво приказивање   |
| ---------- | -------------------- | ------------------ |
| 1.         | Прашки штуденти      | 7. децембар 1980.  |
| 2.         | Конфужјун            | 14. децембар 1980. |
| 3.         | Лева                 | 14. децембар 1980. |
| 4.         | Марија мори          | 21. децембар 1980. |
| 5.         | Крува и рада!        | 28. децембар 1980. |
| 6.         | Криза                | 6. јануар 1981.    |
| 7.         | Антикрст             | 11. јануар 1981.   |
| 8.         | Симпатизер           | 18. јануар 1981.   |
| 9.         | Никад више комплетни | 25. јануар 1981.   |
| 10.        |                      | 1. фебруар 1981.   |
| 11.        | Повели смо, Мештре   | 8. фебруар 1981.   |
| 12.        | Окупација            | 15. фебруар 1981.  |
| 13.        | Капитулација         | 22. фебруар 1981.  |
| 14.        | Испуњено обећање     | 1. март 1981.      |

## Улоге
| Глумац              | Улога                      |
| ------------------- | -------------------------- |
| Борис Дворник       | Мештар                     |
| Здравка Крстуловић  | Виолета                    |
| Мустафа Надаревић   | Дује                       |
| Шпиро Губерина      | Јозо                       |
| Мато Ерговић        | Пучанство                  |
| Инес Фанчовић       | Маре Мулица                |
| Младен Барбарић     | Пегула                     |
| Мира Фурлан         | Ката                       |
| Власта Кнезовић     | Маријета                   |
| Угљеша Којадиновић  | Професор                   |
| Данило Маричић      | Професор                   |
| Адам Ведерњак       | Професор                   |
| Милан Штрљић        | Тончи                      |
| Иво Грегуревић      | Јозин нећак са села        |
| Аљоша Вучковић      | Ферата                     |
| Миа Оремовић        | Мадам Лизет                |
| Данко Љуштина       | Мијо                       |
| Љубо Капор          | Пицаферај                  |
| Златко Мадунић      | Шјор Јаков                 |
| Ратко Буљан         | Тони                       |
| Крешимир Зидарић    | Баћо                       |
| Маријан Хабазин     |                            |
| Анте Дулчић         | Покисли                    |
| Владимир Крстуловић | Кеко                       |
| Миња Николић        | Катина матер               |
| Сабрија Бисер       |                            |
| Јосип Генда         | Шјор Фабјан                |
| Иво Марјановић      | Шјор Иве, Хајдуков оружар  |
| Бисерка Алибеговић  | Солинка, жена с плаца      |
| Велимир Хитил       | Чех                        |
| Фрањо Фрук          |                            |
| Џевад Алибеговић    |                            |
| Стево Крњајић       | Муса                       |
| Зоја Одак           | Мештрова жена              |
| Тана Маскарели      |                            |
| Божидар Враницки    | Доктор на регрутацији      |
| Перо Врца           | Велечасни                  |
| Божо Јајчанин       | Шјор Виско                 |
| Бранко Шпољар       |                            |
| Тошо Јелић          |                            |
| Жељка Башић         |                            |
| Вера Прегарец       | Пегулина, баба             |
| Јожа Шеб            | Затворски чувар            |
| Сања Милосављевић   | Марженка                   |
| Јован Стефановић    |                            |
| Даница Цвитановић   | Продавачица на Воћном тргу |

## Награде
Награду за најбољи Глумачки пар године по избору читалаца ТВ Новости добили су Здравка Крстуловић за улогу Виолете и Младен Барбарић за улогу Пегуле на Филмским сусретима у Нишу 1981. године.